# Канішевський Микола Дмитрович

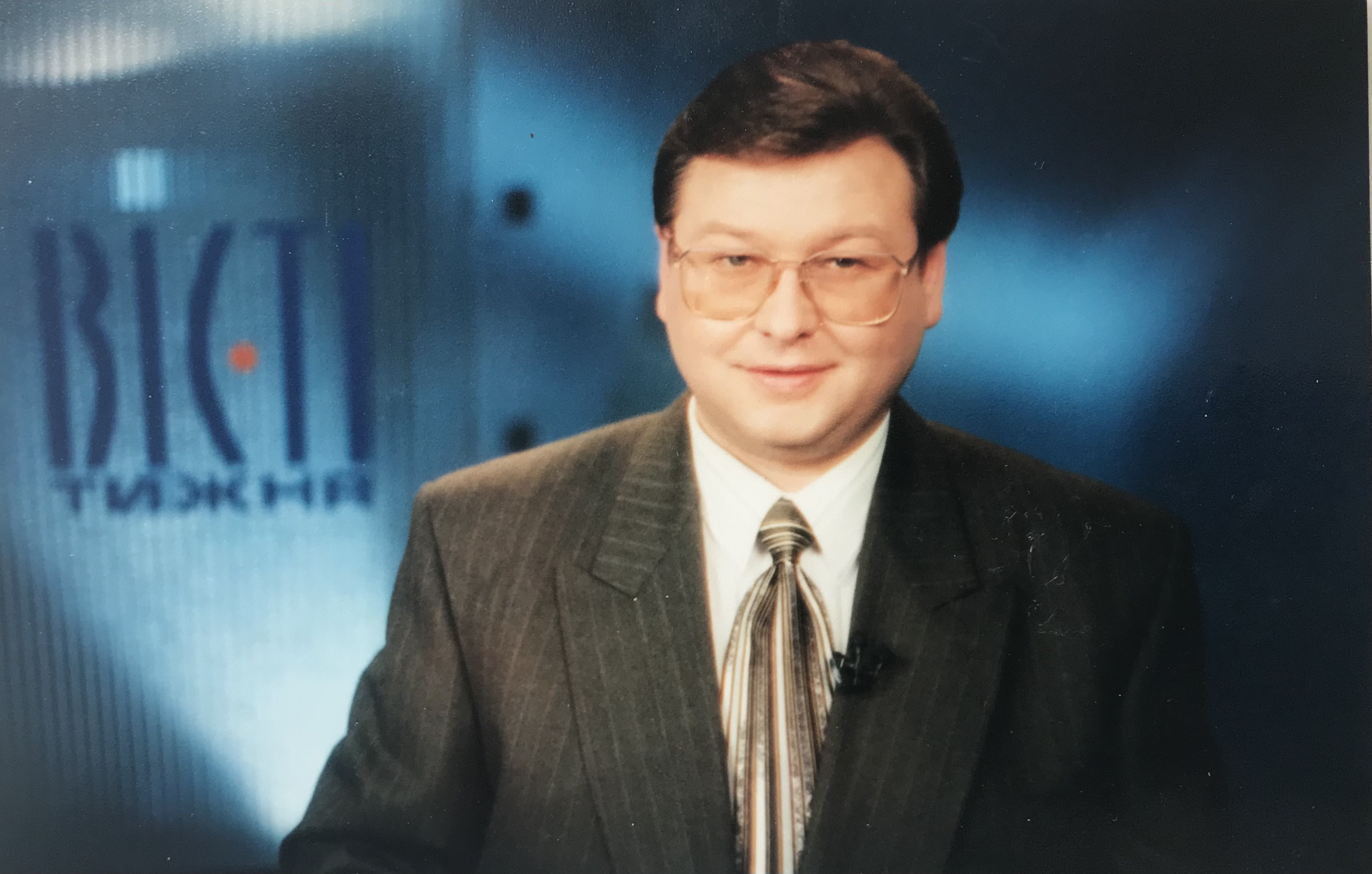
Микола Канішевський

Мико́ла Дми́трович Каніше́вський (*10 травня 1959, Тальне) — український телепродюсер, ведучий телевізійних програм.

## Біографія
Народився 10 травня 1959 року в м. Тальне Черкаської області в сім'ї службовців. У Тальному Микола закінчив середню школу і в 1976 р. вступив на факультет журналістики Київського державного університету ім. Т. Г. Шевченка.

## Кар'єра
У 1981 році закінчив університет за спеціальністю радіожурналістика й розпочав свою трудову діяльність у головній редакції інформації Українського радіо. Працював редактором, спеціальним кореспондентом, ведучим радіопрограм «Останні вісті». З 1986 по 1989 — на комсомольській роботі, інструктор сектору преси ЦК ЛКСМУ, координував роботу молодіжних ЗМІ.
З 1990 по 1993 — спецкореспондент, коментатор, а згодом ведучий інформаційних програм «Дніпро», «Вечірній вісник», УТН Республіканського телебачення.
У квітні 1993 року Микола Канішевський створює новий, перший в історії українського телебачення недержавний інформаційний проєкт — тижневик «Вікна».
У цей же час Микола Канішевський заснував Телевізійне інформаційне агентство «Вікна», яке з 1996 виготовляло інформаційні програми для кількох телевізійних каналів: «Інтер-вісті» для каналу «Інтер», «Вечірні вісті» для ICTV, «Вісті» для каналів УТ-2 і ТЕТ. А перший випуск авторської програми «Вісті тижня» з Миколою Канішевським був створений на замовлення телеканалу «Інтер» і 20 листопада 1996 року відкривав сітку мовлення першого дня роботи каналу «Інтер». Програма «Вісті тижня з Миколою Канішевським» виходила в ефір до вересня 2004 року, але вже на різних каналах: ICTV, ТЕТ, Першому Національному.
Ще один проєкт Миколи Канішевського — «Прогноз погоди з Русланою Писанкою», започаткований влітку 1996 року, мав тривале життя на каналі «Інтер». Телеагентство «Вікна», окрім Руслани Писанки, було стартовим майданчиком і для інших журналістів: Віктор Варницький (ICTV), Віталій Ковач («Інтер»), Олександр Мацюцька (1+1), Сергій Сиволап (Перший Національний).
З 1999 по 2000 працює в апараті Верховної Ради України. Керує пресслужбою ВР та одночасно — прессекретар Голови Верховної Ради О. М. Ткаченка.
Під час президентських перегонів 1999 року — неформальний речник «Канівської четвірки».
З 2000 — головний продюсер телекомпанії ТЕТ, а згодом перший віцепрезидент Національної телекомпанії України. Цю посаду обіймав до середини 2005 року.
У жовтні 2020 року Канішевський повернувся в телебачення після майже 15-річної перерви.

## Особисте життя
Одружений. Має сина Дмитра, Дружина Олена працює головним режисером студії ТЕТ-продакшн, що виготовляє низку програм для компанії ТЕТ, зокрема такі проєкти, як «Дивись», «Дивись хто прийшов».
Мати — Уляна Михайлівна — все життя пропрацювала бібліотекарем дитячої районної бібліотеки. Батько — Дмитро Федорович — працював спочатку бухгалтером, а згодом директором Тальнівської нафтобази.
Захоплення: подорожі, архітектура, ландшафтний дизайн.
У червні 2025 року репостнув на своїй Facebook-сторінці «Поважні» низку українофобських постів у захист Андрія Данилка, зокрема адвокатки підозрюваного у вбивстві Ірини Фаріон. 

## Нагороди
У 1998 році він став переможцем другої загальнонаціональної програми «Людина року-97» у номінації «Журналіст року». А вже наступного року перемогу в цій програмі здобули «Вісті тижня» в номінації «Телепрограма року». У 1999 році М. Канішевський переміг у конкурсі українських телевізійників «Золота ера» і став володарем найвищої телевізійної нагороди — бронзової статуетки «Золота ера українського телебачення».